# Castell de Gebut
El Castell de Gebut és un monument del municipi de Soses (Segrià) declarat bé cultural d'interès nacional.

## Descripció
En l'actualitat queden pocs vestigis del castell sarraí, les ruïnes del qual són situades al cim d'un turó que s'alça uns 300m, al nord-est del tossal d'on hi ha el poblat ibèric de Gebut. Resta a mig camí dels pobles de Soses i Aitona. El poble s'estenia entre el castell i les terrasses fluvials, al límit de les quals segurament devia córrer, ja en època andalusina, una séquia.
Aquestes ruïnes són fragments dels murs d'un hisn (castell) andalusí de planta trapezoïdal. Estan determinades pel contorn de l'aflorament rocós sobre el que s'assenta. Els seus murs estan fets de grans carreus de pedra sorrenca, irregulars i sense elaborar. Al seu interior hi ha restes de diverses possibles sitges. També trobem torres cantoneres i altres intermèdies als costats més llargs del trapezi. Al sud-est d'aquesta fortificació hi ha restes de murs de diversos habitatges. Uns 50m. més avall, al nivell de la carretera actual, una excavació va permetre descobrir les restes diverses construccions. Una d'elles ha estat interpretada com una església; prop seu hi havia una important necròpoli. Una altra de les restes es pensa que fou una mesquita. Moltes de les restes han estat colgades o destruïdes al construir la carretera actual.
Per les característiques constructives de la fortificació es pensa que sorgí en consolidar-se la línia del Segre, amb posterioritat a la "refundació" de Madia Larida, a les darreries del s. IX.

## Història
El Gebut constitueix un extens complex de jaciments que inclou assentaments de diverses èpoques. A la zona s'hi ha documentat jaciments des del bronze final fins a un poblat ibèric (probablement del segle VI al III aC) que va excavar l'any 1942 Tarragó Pleyan. Hi ha referències, també, d'un assentament romà, les restes del castell àrab i evidències d'ocupació durant l'època medieval.
Gebut fou un dels castells islàmics del segle xi, dins la Taifa sarraïna de Lleida, que el 1119, abans de la conquesta del sector, fou infeudat per Ramon Berenguer III a Guillem (Dalmau) de Cervera, i que el 1220 fou cedit en el conegut pacte per Avifelel al comte de Barcelona. Fou conquerit per Ermengol VI d'Urgell d'acord amb el comte de Barcelona vers el 1149.
Al segle xiii el domini sobre el castell i la població passà a la família dels Montcada. Cap a la fi de segle Gebut i Utxesa van estar temporalment en mans del monestir de Santes Creus, a causa de certs deutes contrets pels Montcada. L'any 1304 Guillem de Montcada va fer una permuta amb Berenguer de Cardona, comanador del Temple. L'any 1317 els monjos templers foren substituïts per un administrador reial, cosa que provocà greus conflictes amb els musulmans de l'indret, que temps després es traslladaren del vilatge andalusí situat dalt del turó cap a l'espai pla que vorejava l'antic camí que des de Lleida portava a Escarp i Massalcoreig (poblat conegut com les cases de Gebut). A partir del fogatjament del 1358 el lloc de Gebut consta com a senyoria de l'ordre dels hospitalers i el lloc figura dins la comanda hospitalera de Torres de Segre.
Durant la Guerra contra Joan II el deganat de Lleida hi conservava drets que motivaren l'enfrontament abans descrit amb Mateu de Montcada, el qual s'apoderà del lloc.
El castell era ja enderrocat el 1660, quan el gran prior hospitaler, membre de la comanda de Torres de Segre, visità el lloc. El 1752, la comanda de Torres de Segre seguia comptant Gebut entre els seus membres, encara que ja no existia ni el castell ni el poble.